# Liste d'œuvres d'art public dans le département du Cher
Cet article vise à recenser les œuvres d'art dans l'espace public situées dans le département du Cher, en France.

## Liste
Les œuvres sont classées par ordre alphabétique de communes et, au sein de celles-ci, par ordre chronologique d'installation, dans la mesure des informations disponibles.

### Sculptures
| Œuvre                                    | Auteur                    | Commune              | Localisation                                                 | Notes | Installation | Coordonnées    | Illustration |
| ---------------------------------------- | ------------------------- | -------------------- | ------------------------------------------------------------ | --- | ------------ | -------------- | --- |
| Buste de Joseph-Aignan Sigaud de Lafond, | Jules Dumontet            | Bourges              | Dans les jardins de l'archevêché                             | Représente Joseph-Aignan Sigaud de Lafond. | 1870         | à géolocaliser | Buste de Joseph-Aignan Sigaud de Lafond« Buste de Joseph-Aignan Sigaud de Lafond à Bourges », sur plateforme ouverte du patrimoine,« Monument à Sigaud de Lafond à Bourges », sur e-monumen,(en) « Joseph-Aignan Sigaud de Lafond à Bourges », sur René et Peter van der Krogt |
| Buste de Louis Bourdaloue,               | Jules Dumontet            | Bourges              | Dans les jardins de l'archevêché                             | Représente Louis Bourdaloue. | 1870         | à géolocaliser | Buste de Louis Bourdaloue« Buste de Bourdaloue à Bourges », sur e-monumen,(en) « Louis Bourdaloue à Bourges », sur René et Peter van der Krogt |
| Statue de Jacques Cœur,                  | Auguste Préault           | Bourges              | Sur la place Jacques-Cœur                                    | Représente Jacques Cœur. Inscrit MH (2017) | À déterminer | à géolocaliser | Statue de Jacques Cœur« Monument à Jacques Coeur à Bourges », sur plateforme ouverte du patrimoine,(en) « Jacques Cœur à Bourges », sur René et Peter van der Krogt |
| Statue de Louis XI,                      | Jean Baffier              | Bourges              | Dans le jardin de l'hôtel de la poste                        | Représente Louis XI. Érigée au palais Jacques-Cœur en 1886. | 1926         | à géolocaliser | Statue de Louis XI« Monument à Louis XI à Bourges », sur e-monumen,(en) « Louis XI de France à Bourges », sur René et Peter van der Krogt |
| La baigneuse                             | Raymond Corbin            | Bourges              | Dans le petit jardin de l'hôtel de ville                     | | À déterminer | à géolocaliser | Image manquante |
| Harmonie                                 | Joseph Bernard            | Bourges              | Dans le jardin des Prés-Fichaux                              | | 1913         | à géolocaliser | Image manquante |
| Le Grand paysan                          | Copie d'après Jules Dalou | Bourges              | Dans le jardin des Prés-Fichaux                              | | 1933         | à géolocaliser | Image manquante |
| La Ménade                                | Jean Valette              | Bourges              | Dans le jardin des Prés-Fichaux                              | | 1930         | à géolocaliser | Image manquante |
| Berger et moutons, cadran solaire        | Louis Thébault            | Bourges              | Dans le jardin des Prés-Fichaux                              | | 1936         | à géolocaliser | Image manquante |
| Femme à la carpe                         | François Popineau         | Bourges              | Dans le jardin des Prés-Fichaux                              | Également appelée Femme au poisson. | 1948         | à géolocaliser | Image manquante |
| Buste de Jean Rameau                     | À déterminer              | Bruère-Allichamps    | Avenue de Saint-Amand                                        | Représente Jean Rameau. | À déterminer | à géolocaliser | Image manquante |
| Statue de Jeanne d'Arc,                  | À déterminer              | Mehun-sur-Yèvre      | À déterminer                                                 | Représente Jeanne d'Arc. L'originale en bronze de 1901 réalisée par Anne de Rochechouart de Mortemart est fondue sous le régime de Vichy, dans le cadre de la mobilisation des métaux non ferreux. | 1982         | à géolocaliser | Statue de Jeanne d'Arc« Monument à Jeanne d’Arc à Mehun-sur-Yèvre », sur À nos grands hommes,« Monument à Jeanne d’Arc à Mehun-sur-Yèvre », sur e-monumen,(en) « Monument à Jeanne d’Arc à Mehun-sur-Yèvre », sur René et Peter van der Krogt                                  |
| Alliance                                 | Gérard Loup               | Saint-Amand-Montrond | Route de Charenton                                           | | 2004         | à géolocaliser | Image manquante |
| L'Amour                                  | Louis Derbré              | Saint-Amand-Montrond | Rond-point de la Cité de l'Or                                | | 2003         | à géolocaliser | Image manquante |
| Buste de Charles de Gaulle               | Fabien Latorre            | Saint-Amand-Montrond | À déterminer                                                 | Représente Charles de Gaulle. | 1991         | à géolocaliser | Image manquante |
| Buste d'Isabel Godin des Odonais         | Fabien Latorre            | Saint-Amand-Montrond | Intersection de la rue Benjamin Constant et de la rue Desaix | Représente Isabel Godin des Odonais. | 1988         | à géolocaliser | Image manquante |
| Danseuse laçant sa sandale               | François Cacheux          | Saint-Amand-Montrond | Sur la place du Marcé                                        | | 1989         | à géolocaliser | Image manquante |
| L'Europe                                 | Fabien Latorre            | Saint-Amand-Montrond | Rue Pelletier-Doisy                                          | | 1998         | à géolocaliser | Image manquante |
| Ferveur                                  | Mireille Honeïn           | Saint-Amand-Montrond | Rond-point Charles-de-Gaulle                                 | | 1993         | à géolocaliser | Image manquante |
| Sphère éclatée                           | Bernard Delagrange        | Saint-Amand-Montrond | Rond-point de l'Abattoir                                     | | 1996         | à géolocaliser | Image manquante |
| Vénus                                    | Caroline Gual             | Saint-Amand-Montrond | Dans le square Fernand-Daniel                                | | 1997         | à géolocaliser | Image manquante |
| Buste de Célestin Gérard                 | À déterminer              | Vierzon              | Dans les jardins de la Française                             | Représente Célestin Gérard. | À déterminer | à géolocaliser | Buste de Célestin Gérard |
| Le Grand paysan                          | Jules Dalou               | Vierzon              | Dans le square Péraudin                                      | | 1905         | à géolocaliser | Image manquante |

### Monuments aux morts
| Œuvre                                                         | Auteur                                 | Commune             | Localisation                    | Notes                                          | Installation | Coordonnées    | Illustration |
| ------------------------------------------------------------- | -------------------------------------- | ------------------- | ------------------------------- | ---------------------------------------------- | ------------ | -------------- | --- |
| Poilu au repos (monument aux morts)                           | Copie d'après Étienne Camus            | Bannegon            | Au bord de la RD 41             |                                                | À déterminer | à géolocaliser | Poilu au repos (monument aux morts) |
| Monuments aux morts de 1870-1871                              | Jean Baffier                           | Bourges             | À déterminer                    | Également appelé Monument aux enfants du Cher. | 1905         | à géolocaliser | Monuments aux morts de 1870-1871 |
| Monument aux morts                                            | À déterminer                           | Bourges             | Carrefour de Verdun             |                                                | À déterminer | à géolocaliser | Monument aux morts |
| La France rompant ses chaînes (monument à la Résistance)      | François Popineau et Marcel Courbier   | Bourges             | Sur la place du 8 mai 1945      |                                                | 1951         | à géolocaliser | La France rompant ses chaînes (monument à la Résistance)(en) « La France rompant ses chaînes à Bourges », sur René et Peter van der Krogt |
| Le Poilu victorieux (monument aux morts)                      | Copie d'après Eugène Bénet             | Clémont             | À déterminer                    |                                                | À déterminer | à géolocaliser | Image manquante |
| La Victoire en chantant (monument aux morts)                  | Copie d'après Charles Édouard Richefeu | Dun-sur-Auron       | Sur la place de la Libération   |                                                | 1922         | à géolocaliser | Image manquante |
| Monument aux morts                                            | À déterminer                           | Henrichemont        | Sur la place de l'Église        |                                                | 1923         | à géolocaliser | Monument aux morts |
| Poilu enveloppé dans les plis du drapeau (monument aux morts) | Copie d'après Charles-Henri Pourquet   | Léré                | Devant la mairie                |                                                | 1921         | à géolocaliser | Image manquante |
| Monuments aux morts                                           | Gilbert Privat                         | Lignières           | À déterminer                    |                                                | 1923         | à géolocaliser | Monuments aux morts |
| Monument aux morts                                            | François Popineau                      | Menetou-Salon       | À déterminer                    |                                                | 1922         | à géolocaliser | Monument aux morts |
| Monument aux morts                                            | À déterminer                           | Neuvy-sur-Barangeon | À déterminer                    |                                                | À déterminer | à géolocaliser | Monument aux morts |
| Monument aux morts                                            | Eugène-Henry Karcher                   | Vierzon             | Dans le square Lucien Beaufrère |                                                | 1933         | à géolocaliser | Monument aux morts |

### Fontaines
| Œuvre           | Auteur                 | Commune | Localisation             | Notes | Installation | Coordonnées    | Illustration    |
| --------------- | ---------------------- | ------- | ------------------------ | ----- | ------------ | -------------- | --------------- |
| Fontaine Coulon | Jean-Baptiste Villatte | Bourges | Sur la place George-Sand |       | 1872         | à géolocaliser | Image manquante |
| Fontaine Lebon  | À déterminer           | Bourges | À déterminer             |       | 1895         | à géolocaliser | Image manquante |

### Œuvres disparues ou retirées
| Œuvre                     | Auteur          | Commune | Localisation                       | Notes | Installation | Coordonnées    | Illustration    |
| ------------------------- | --------------- | ------- | ---------------------------------- | --- | ------------ | -------------- | --------------- |
| Le semeur d'ivraie,       | Jean Valette    | Bourges | Dans le jardin de l'hôtel de ville | Fondue sous le régime de Vichy, dans le cadre de la mobilisation des métaux non ferreux. | À déterminer | à géolocaliser | Image manquante |
| Diane surprise par Actéon | Jules Blanchard | Bourges | Dans le jardin des Prés-Fichaux    | Retirée et remisée[Quand ?] dans les serres municipales. La statue de la Femme à la carpe est installée à sa place en 1948. Installée[Quand ?] dans le jardin du palais de Justice. Vandalisée en 2004, elle est placée dans le musée du Berry. | 1929         | à géolocaliser | Image manquante |